# Henry Jacques (réalisateur)
Pour les articles homonymes, voir Henry Jacques et Jacques.
Pour l'écrivain et journaliste, voir Henry-Jacques.
Henry Jacques Cohen dit Henry Jacques est un réalisateur, dialoguiste, scénariste et écrivain français, né le 2 avril 1920 à Paris et mort dans la même ville le 4 décembre 1978 .

## Biographie
Henry Jacques a réalisé trois longs métrages entre 1946 et 1966, dont Le Médecin malgré lui, coproduction tournée au Maroc en 1955. Ce film a fait partie de la sélection officielle du Festival de Cannes en 1956.
Son court métrage Ruban noir a également été présenté en compétition au Festival de Cannes en 1954.

## Filmographie
- 1947 : L'Arche de Noé
- 1954 : Ruban noir (court métrage)
- 1957 : Le Médecin malgré lui
- 1966 : Sexy Gang